# GRE物理测试
GRE物理测试（GRE Physics Test）是由美國教育測驗服務社（ETS）主办的标准化考试。这项考试的范围主要是美國大学物理學系本科前三年的课程内容。美国的许多物理研究院要求申请者在申请时提供该测试成绩。

## 考试形式
该考试在ETS于全球各地专设的考场中进行，在2023年4月以前，使用纸笔考试。考生需要于170分钟内完成100道五选项选择题。2023年9月開始改為電腦考試，縮短為120分鐘內完成70道五選項選擇題。考试最高成绩为990分。
考試採用國際單位制。一般的物理常數都會提供。

## 主要考试内容
经典力学（20%）
- 運動學
- 牛頓運動定律
- 功和能量
- 振盪
- 繞固定軸旋轉
- 粒子系统动力学
- 連心力与天體力學
- 三維粒子动力学
- 拉格朗日力學和哈密頓力學
- 非惯性参考系
- 流體力學的基本主题

电磁学（18%）
- 靜電學
- 電流和直流电路
- 自由空间中的磁場
- 勞侖茲力
- 電磁感應
- 馬克士威方程組及其应用
- 電磁輻射
- 交流電
- 物質中的磁場和电场

光学和波现象（9%）
- 波的特性
- 疊加原理
- 干涉
- 繞射
- 幾何光學
- 偏振
- 多普勒效應

热力学和统计力学（10%）
- 热力学定律
- 熱力學過程
- 狀態方程式
- 理想氣體
- 分子運動論
- 集合
- 热力学量的统计概念和计算
- 熱脹冷縮和传热

量子力学（12%）
- 基本概念
- 薛定諤方程式的解
- 方框中的粒子
- 諧振子
- 類氫原子
- 自旋
- 角動量
- 波函數對稱性
- 基本微擾理論

原子物理學（10%）
- 電子的性质
- 玻爾模型
- 能量量子化
- 原子结构
- 光譜學
- 選律
- 黑體輻射
- X射線
- 电场和磁场中的原子

狭义相对论（6%）
- 狭义相对论入门概念
- 時間膨脹
- 長度收縮
- 相對同時
- 能量和动量
- 四維向量与勞侖茲變換
- 速度加成式

实验方法（6%）
- 数据和誤差分析
- 電子學
- 實驗物理學
- 粒子探測器
- 數數據
- 带电粒子与物质的相互作用
- 激光和干涉測量術
- 因次分析
- 機率和統計學的基本应用

特殊专题（9%）
- 原子核物理學与粒子物理學
  - 原子核性质
  - 放射性
  - 核分裂与核聚變
  - 核反應
  - 基本粒子的基本性质
- 凝聚體物理學
  - 晶體結構
  - X射線晶體學
  - 热性质
  - 金屬电子理论
  - 半導體
  - 超導現象
- 交叉学科
  - 天體物理學
  - 数学方法
    - 单及多元微積分
    - 座標系（矩形、圆柱形、球形）
    - 向量代数与向量微分算符
    - 傅立葉級數
    - 偏微分方程
    - 邊值問題
    - 矩陣和行列式
    - 复变量函数

  - 計算物理學

## 外部連結
- 官方網站 （页面存档备份，存于）

1. ↑  . （原始内容存档于2023-06-13）.